# Senecio peltophorus
Senecio peltophorus là một loài thực vật có hoa trong họ Cúc. Loài này được Brenan miêu tả khoa học đầu tiên năm 1954.